# Droga do Indii (powieść)
Droga do Indii (ang. A Passage to India) – powieść społeczno-obyczajowa z 1924 brytyjskiego autora E.M. Forstera. 
Książkę w Polsce wydało po raz pierwszy Towarzystwo Wydawnicze „Rój” w 1938 w tłumaczeniu Heleny Mysłakowskiej pod tytułem W słońcu Indyj. Po wojnie nowe tłumaczenie Krystyny Tarnowskiej i Andrzeja Konarka jako Droga do Indii ukazało się w 1979 nakładem wydawnictwa Czytelnik.
W 1924 książka zdobyła nagrodę James Tait Black Memorial. W 1998 wydawnictwo Modern Library umieściło powieść na 25. miejscu na liście 100 najlepszych powieści anglojęzycznych XX wieku. W 2010 powieść została wymieniona w zestawieniu „All Time 100 Novels” magazynu Time.
Powieść oparta jest na osobistych doświadczeniach Forstera z pobytu w Indiach. Tytuł został wzięty z wiersza Walta Whitmana Droga do Indii z 1870 z tomu Źdźbła trawy.

## Treść
Młoda Angielka, Adela Quested przypływa w latach 20. po raz pierwszy do Indii, w towarzystwie swojej przyszłej teściowej, pani Moore. Narzeczony Adeli, Ronny Heaslop, pracuje tam w brytyjskiej administracji jako sędzia w prowincjonalnym miasteczku Chandrapore. Kobiety są zaszokowane dyskryminacją Hindusów i chcą poznać „prawdziwe Indie”. Zaprzyjaźniają się z młodym wdowcem, doktorem Azizem Ahmedem, który zabiera je na wycieczkę do odległych, tajemniczych jaskiń. Wyprawa kończy się tragicznie: Adela wybiega z jednej z jaskiń śmiertelnie przerażona, pokryta krwią i skaleczeniami. Oskarża potem doktora Aziza o próbę gwałtu. Sprawa staje się głośna w całych Indiach. Proces młodego doktora odbywa się na tle nasilających się ruchów niepodległościowych. 

## Adaptacje
Książka została zekranizowana w 1984 pod tytułem Podróż do Indii w reżyserii Davida Leana; w rolach głównych wystąpili: Judy Davis, Victor Banerjee, Peggy Ashcroft, James Fox i Alec Guinness. Film zdobył wiele nagród, w tym dwa Oscary, trzy Złote Globy; Peggy Ashcroft otrzymała za swą rolę Oscara, Złoty Glob i nagrodę BAFTA. 